# Trouble and Their Double Lives
Trouble and Their Double Lives è il secondo album dal vivo del gruppo musicale britannico Cradle of Filth, pubblicato il 28 aprile 2023 dalla Napalm Records.

## Tracce

### CD 1
1. She Is a Fire – 5:23
2. Heaven Torn Asunder – 7:24
3. Blackest Magick in Practice – 7:30
4. Honey and Sulphur – 5:48
5. Nymphetamine (Fix) – 5:10
6. Burn in a Burial Gown – 5:18
7. Desire in Violent Overture – 4:17
8. Bathory Aria – 11:01
9. The Death of Love – 7:53

### CD 2
1. Demon Prince Regent – 5:33
2. Heartbreak and Seance – 7:26
3. Right Wing of the Garden Triptych – 6:51
4. The Promise of Fever – 6:13
5. Haunted Shores – 7:35
6. Gilded Cunt – 4:12
7. Saffron's Curse – 7:07
8. Lustmord and Wargasm (the Lick of Carnivorous Winds) – 7:58
9. You Will Know the Lion by His Claw – 7:39

## Formazione
- Dani Filth - voce
- Rich Shaw - chitarra
- Marek "Ashok" Šmerda - chitarra
- Daniel Firth - basso
- Martin "Marthus" Škaroupka - batteria
- Lindsay Schoolcraft - tastiere, voce addizionale

Personale aggiuntivo
- Sam Korvus - tastiere (tracce in studio)